# دراهکوو
دراهکوو (به چکی: Drahkov) یک منطقهٔ مسکونی در جمهوری چک است که در Plzeň-South District واقع شده‌است. دراهکوو ۴٫۱۲ کیلومتر مربع مساحت و ۱۲۱ نفر جمعیت دارد و ۴۴۰ متر بالاتر از سطح دریا واقع شده‌است.